# Балабин, Евгений Иванович
Евгений Иванович Балабин (22 декабря 1879, Область Войска Донского — 27 октября 1973, Вена) — военный деятель, донской казак, офицер Российской империи, генерал-лейтенант. Участник Первой мировой и Гражданской войн. Во время Второй мировой войны воевал на стороне германской армии.

## Начало военной деятельности
Родился на коннозаводческом хуторе у реки Маныч (Область Войска Донского) — ныне Семикаракорский район Ростовской области в семье казачьего полковника. Обучался в Донском кадетском корпусе в 1890—1898 гг и Николаевском кавалерийском училище. Выпущен хорунжим в 1900 г. в Лейб-гвардии казачий Его Величества полк.
- 1904 г. — произведен в сотники.
- 1906 г. — женился на дочери инженера путей сообщения Александре Вячеславовне Воробьёвой.
- 1908 г. — подъесаул.
- 1910 г. — назначен командиром 3-й сотни.
- 1912 г. — есаул.
- 1913 г. — назначен командиром сотни Его Величества.

## Первая мировая война
1915 г. — полковник, помощник командира полка по строевой части.
С 29 апреля 1916 г. — командир 12-го Донского князя Потёмкина-Таврического полка.
Весной 1917 г. — за отличие в боях произведён в генерал-майоры.
19 августа 1917 года назначен командиром 2-й бригады 9-й Донской казачьей дивизии, с 9 января 1918 года — начальник этой дивизии, находящейся в Новочеркасске,

## Гражданская война
В 1918 г. — командующий боевой линией обороны Новочеркасска. После избрания П. Н. Краснова атаманом Войска Донского Е. И. Балабин назначен членом Донского правительства и заведующим отделом коневодства армии.
20 июля 1919 года приказом по Донскому войску произведён в генерал-лейтенанты.
6 марта 1920 г. выехал из Новороссийска в эмиграцию в Константинополь.

## Эмиграция, Вторая мировая война
В декабре 1921 года переехал в Чехословакию. С января 1922 г по 1938 г. — воспитатель и преподаватель русской гимназии в Моравской Тржебове. В этой же гимназии работала его жена и учились его дочери — Ольга и Лидия. После оккупации Германией Чехии возглавил «Общеказачье Объединение в Протекторате Богемия (Чехия) и Моравия». С 1940 г. организация объединила казачьи организации на территории Германии, Венгрии и оккупированных ими стран и стала именоваться «Общеказачьим Объединением в Германской империи, Словакии и Венгрии», а Е. И. Балабин стал её атаманом (1940–1945 гг).
В 1944 г. приглашён А. А. Власовым в Комитет освобождения народов России. 
6 декабря 1944 года Е.И.Балабин писал полковнику Сергею Владимировичу Маракуеву (1873-1945): «Движение генерала Власова — это единственная надежда на спасение нашей измученной Родины, и все верные сыны её должны отдать все свои силы для поддержания этого движения. Надо включиться в борьбу с большевизмом и не ждать того часа, когда придёт жид-комиссар и грубо поставит к стенке…».    
С мая 1945 по май 1947 гг. скрывался близ Зальцбурга, Австрия. 
В июне 1947 года, спасаясь от выдачи в СССР, — выехал в Южную Америку, в Чили.  Дочь и внучка Е.И.Балабина — Ольга Евгеньевна и Зоя — после Второй мировой войны обосновались в Австрии, а Лидия Евгеньевна осталась в Праге. Сотрудники советских спецслужб уговаривали Лидию Евгеньевну Балабину написать письмо отцу в Южную Америку с предложением вернуться обратно в Прагу. Но отец и дочь хорошо понимали друг друга, и в ответном письме генерал написал своей дочери, что он уже слишком стар и дальняя дорога из Южной Америки в Европу ему не по силам. В середине 1950-х годов Лидия Балабина – артистка Чешского национального театра – побывала вместе со своей труппой на гастролях в Москве. Сделанные в Москве фотоснимки она прислала отцу в Чили .
В 1970 году Е.И. Балабин вернулся в Австрию, через Париж., где встречался с однополчанами Лейб-Казаками.

## Награды (в хронологическом порядке)
- 1909 г. — орден Св. Анны 3 степени
- 1912 г. — орден Св. Станислава 2 степени
- 1914 г. — орден Св. Анны 2 степени с мечами
- 1915 г. — орден Св. Владимира 4 степени с мечами и бантом.
- 1916 г. — орден Св. Владимира 3 ст. с мечами.

## Произведения
- Воспоминания: «Далёкое и близкое, старое и новое» ISBN 978-5-9524-3718-0

## Семья
Жена — Александра Вячеславовна Воробьёва (ум. в 1936 году в Праге)
Дети:
- Ольга (1907— 1980-е, Вена)
  - Внучка — Зоя Александровна Фабинская[4]
- Лидия (1910 нач. 1990-х, Прага)

Братья:
- Николай Иванович Балабин (1868—1918) — полковник, начальник Иркутского губернского жандармского управления (1914—1917), арестовал писателя Максима Горького (11 января 1905 года).
- Филипп Иванович Балабин (1881—1938) — российский и советский военный и научный деятель, полковник РИА, преподаватель советских военных академий, научный сотрудник Всесоюзного арктического института, участник полярных экспедиций.